# Bádoc
Bádoc es un municipio filipino de tercera categoría perteneciente a  la provincia de Ilocos Norte en la Región Administrativa de Ilocos, también denominada Región I.

## Geografía
Tiene una extensión superficial de 76.68 km² y según el censo del 2007, contaba con una población de 30.063 habitantes y 5.879 hogares; 30.708 habitantes el día primero de mayo de 2010
El municipio limita al oeste con el Mar de la China Meridional.

### Barangayes
Bádoc se divide, a los efectos administrativos, en 31 barangayes o barrios, todos de  carácter rural, excepto Alogoog y Garreta.
Tres se encuentran en la Población, siete (7) están a lo largo de la costa y el resto en el interior.
| - Alay-Nangbabaan - Alogoog - Ar-arusip - Aring - Balbaldez - Camanga - Canaan (Población) - Caraitan | - Gabut Norte - Gabut Sur - Garreta (Población) - Labut - Lacuben - Lubigan - Mabusag del Norte - Mabusag del Sur | - Madupayas - Morong - Nagrebcan - Napu - La Virgen Milagrosa de Paguetpet - Pagsanahan del Norte - Pagsanahan del Sur - Paltit | - Parang - Pasuc - San Julián - Santa Cruz del Norte - Santa Cruz del Sur - Saud - Turod |

## Historia
En 1572, durante la evangelización de Ilocos, un barco con misioneros y soldados españoles llega a la desembocadura del río Bádoc, donde establecen un campamento. Pero el lugar estaba habitado por unas  quince familias de indígenas de la etnia Isneg. En el lugar florecía la caña denominada badobadok (Phleum pratense).
Los indígenas pensaron que los españoles querían saber el nombre de la planta alrededor de la zona y así respondieron: badobadok. 
Bádoc se estableció como ciudad y  parroquia católica en 1714 por los frailes agustinos. Esto sucede más de un siglo después de la fundación de  sus ciudades vecinas de Batac (1587), Sinaitn en Ilocos del Sur (1591), y Paoay (1593).

## Virgen Milagrosa
Bádoc alberga el santuario de la Virgen Milagrosa.
Según la tradición la imagen, de tamaño natural procedía de Nagasaki. Fue enviada por los misioneros que operan en secreto en Japón durante la persecución religiosa propiciada por  el régimen Tokugawa, junto con la estatua milagrosa del Nazareno Negro.
En el año de 1620 fue encontrada la imagen por unos pescadores en las costas del barrio de  Dadalaquiten, en el límite entre Sinait y Bádoc.
Como solamente los pescadores de Sinait pudieron mover la estatua del Nazareno Negro,  los de Bádoc, tuvieron que conformarse con  la Virgen Milagrosa. Ambas imágenes fueron sus santos patronos.

## Recursos turísticos
Los puntos turísticos  son Santuario Luna, Luna Park, Isla Bádoc y sus hermosas playas.
- Iglesia parroquial católica de San Juan Evangelista en Bádoc. Hogar de la imagen milagrosa mariana que se lavó en tierra hace siete siglos a este lugar, iglesia donde el famoso pintor filipino Juan Luna fue bautizado el 27 de octubre de 1857.[5]

## Personajes ilustres
Bádoc es el lugar de nacimiento del famoso pintor filipino Juan Luna.